# 흘루친

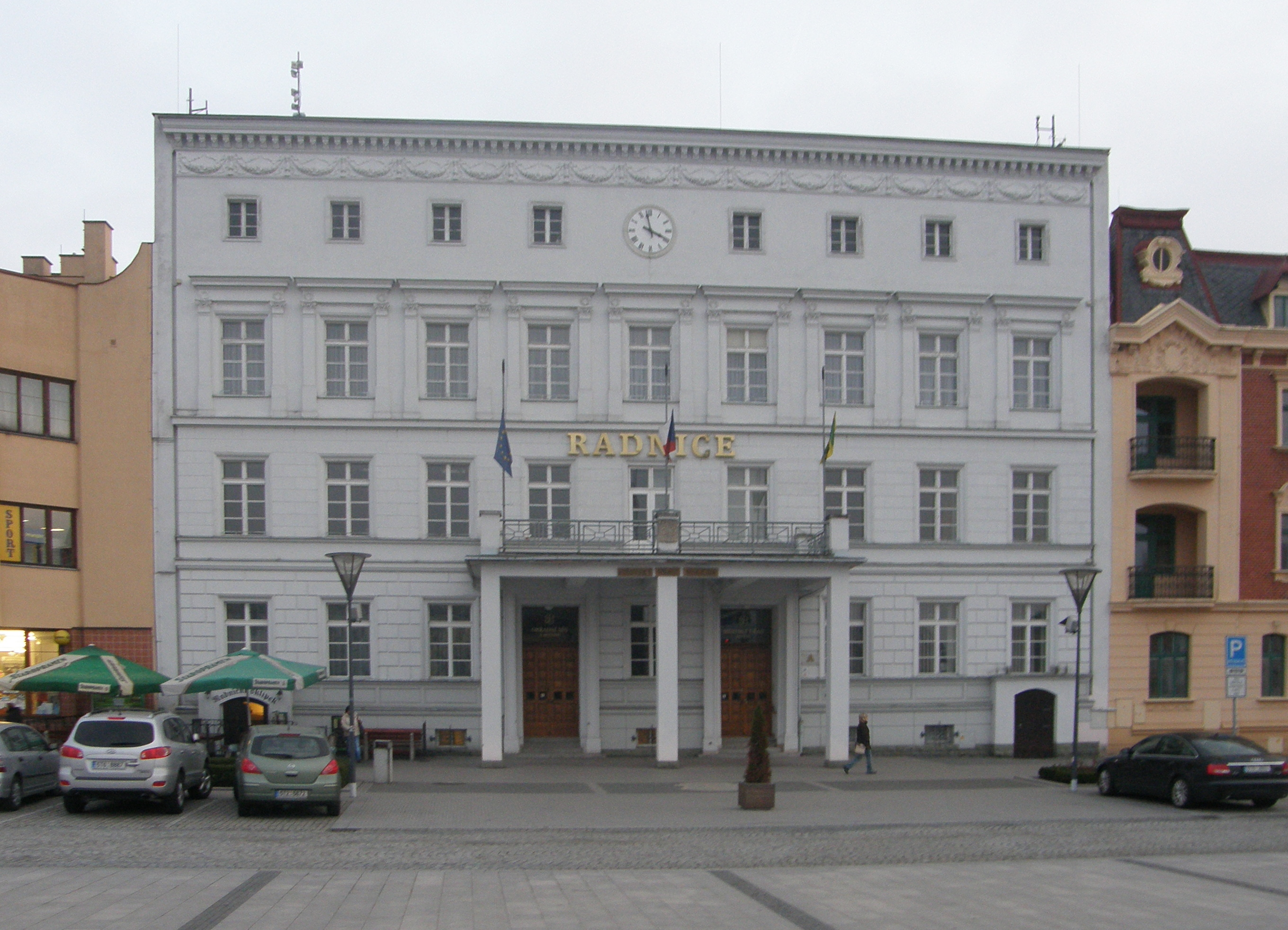
흘루친 시청

흘루친(체코어: Hlučín, 독일어: Hultschin 훌친[*], 폴란드어: Hulczyn 훌친[*])은 체코 모라바슬레스코 주에 위치한 도시로 면적은 21.13km2, 높이는 241m, 인구는 14,122명(2011년 기준), 인구 밀도는 668명/km2이다.
흘루친은 원래 오파바 공국의 일부였지만 1742년 제1차 슐레지엔 전쟁 이후에 체결된 베를린 조약에 따라 오파바강을 경계로 합스부르크 군주국과 프로이센 왕국이 나눠가졌다. 1920년 제1차 세계 대전의 종전과 함께 체코슬로바키아의 영토가 되었지만 독일, 체코슬로바키아, 폴란드는 옛 프로이센령 실레시아를 둘러싼 영유권 분쟁을 빚게 된다. 1938년 뮌헨 협정이 체결되면서 나치 독일에 편입되었다. 1945년 제2차 세계 대전의 종전과 함께 다시 체코슬로바키아에 편입되면서 독일계 주민들의 대부분이 추방되었다.

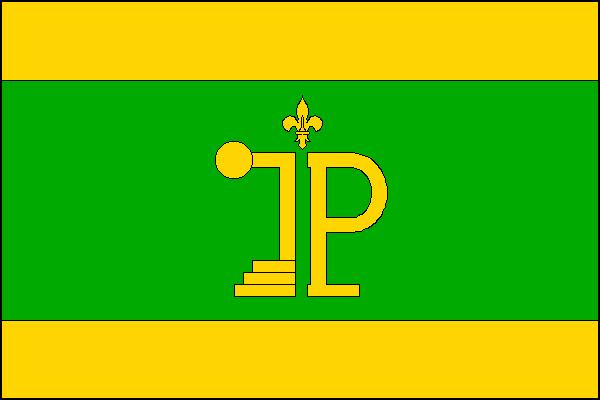
시기
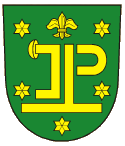
시 문장

## 인구
| 연도           | 인구   | ±%     |
| -------------- | ------ | ------ |
| 1869           | 4,711  | —      |
| 1880           | 5,034  | +6.9%  |
| 1890           | 5,298  | +5.2%  |
| 1900           | 5,652  | +6.7%  |
| 1910           | 5,729  | +1.4%  |
| 1921           | 6,218  | +8.5%  |
| 1930           | 6,685  | +7.5%  |
| 1950           | 7,191  | +7.6%  |
| 1961           | 10,446 | +45.3% |
| 1970           | 13,786 | +32.0% |
| 1980           | 14,526 | +5.4%  |
| 1991           | 14,390 | −0.9%  |
| 2001           | 14,346 | −0.3%  |
| 2011           | 13,917 | −3.0%  |
| 2021           | 13,634 | −2.0%  |
| 출처: Censuses |        |        |